# Erechthias intertexta
Erechthias intertexta är en fjärilsart som beskrevs av Bradley 1957. Erechthias intertexta ingår i släktet Erechthias och familjen äkta malar. Inga underarter finns listade i Catalogue of Life.